# Labotsibeni Mdlul
Labotsibeni Mdluli (Luhlekweni, 1858 - 1925) foi a Rainha regente de Suazilândia, entre os anos de 1899 e 1921.

## Biografia
Nasceu no ano de 1858, em Luhlekweni, como Labotsibeni Gwamile Mdluli; filha de Matsanjana Mdluli. Quando seu pai faleceu, em 1870, ficou sob a responsabilidade de seu tio paterno Mvelase Mdluli, como era a tradição. Seu tio a levou para a residência real em Ludzidziu, e ficou sob a tutela da rainha-mãe Thandile.
Casou-se com o rei Mbandzeni, em 1874, com quem teve quatro filhos: Bhunu, em 1875; Malunge, em 1880; Lomvazi, em 1885; e Tongotongo, em 1879. Durante seu casamento, o rei a consultava em assuntos estatais.
Com a morte de Mbandzeni, no ano de 1889, seu filho Bhunu se torna rei como Ngwane V, e Mdluli a rainha mãe. Bhunu vem a falecer em 1899, e Mdluli se torna a rainha regente de Suazilândia, até o ano de 1921, quando passa a regência para seu neto Sobhuza II. Faleceu em 1925.

Durante seu reinado como rainha regente, Mdluli impediu o avanço dos bôeres em seu território, no ano de 1895; apoiou financeiramente o jornal Abantu-Batho, em 1912, que possuía uma ideologia nacionalista contra o colonialismo britânico; o jornal era do Congresso Nacional Nativo Sul-Africano (SANNC), posteriormente denominado Congresso Nacional Africano.